# Исабель (провинция)
Исабе́ль (англ. Isabel) — одна из провинций (единица административно-территориального деления) Соломоновых Островов. Включает в себя остров Санта-Исабель. Площадь — 4136 км², население 26 158 человек (2009). Административный центр — Буала.